# Cyrtorchis praetermissa
Cyrtorchis praetermissa är en orkidéart som beskrevs av Victor Samuel Summerhayes. Cyrtorchis praetermissa ingår i släktet Cyrtorchis, och familjen orkidéer.

## Underarter
Arten delas in i följande underarter:
- C. p. praetermissa
- C. p. zuluensis